# Chayahuitas
Los chayahuita (autodenominados como shawi o campo piyapi) son un pueblo indígena de la Amazonía peruana que hablan la lengua chayahuita que forma parte de las lenguas cahuapanas. Habitan las riveras de los ríos Paranapura y sus afluentes, Cahuapanas, Sillay, Supayacu y Shanusi. El pueblo Shawi vive principalmente en los departamentos de Loreto y San Martin en el oriente del Perú.

## Historia
En 1538 y 1539, Alonso de Mercadillo y Diego Nuñez fueron los primeros españoles en atravesar el territorio chayahuita. En las primeras etapas de la expansión de la ciudad de Moyobamba hacia las tierras bajas, el territorio chayahuita constituyó para los indígenas capturados de otras etnias un posible lugar de huida. Con la entrada de los misioneros jesuitas en escena se estableció un contacto permanente entre esta etnia y los españoles.
En 1654, los chayahuitas se asentaron en una misión junto con los jebero y los munichi, siendo la población severamente afectada por numerosas epidemias. Con la expulsión de los jesuitas, la mayoría de la población abandona las misiones.
Ante el avance portugués se creó la Comandancia Militar de Maynas, y las guarniciones militares se mantuvieron al servicio de los indígenas. En este período, los chayahuitas trabajaron como cargadores y canoeros, encargándose del transporte de los bienes que circulaban entre la Selva Baja la región de San Martín.
Durante el siglo XIX, el poder político en manos de los gobernadores continuó siendo utilizado como una forma de coacción extra-económica para arrancar a los nativos de su economía de subsistencia, e incorporar sus productos y su trabajo en el sistema económico en expansión.
El "boom" cauchero no fue sino la culminación de este proceso. Desde fines de dicho período hasta 1940, los chayahuitas vivieron en fundos de patrones para los que produjeron por turno los diferentes productos demandados por los mercados internacionales (barbasco, shiringa, leche caspi).
Con la crisis del sistema de haciendas y la promulgación de la Ley de Comunidades Nativas, en 1974, adquirieron una mayor independencia aunque se mantuvo en la región un orden gamonal. El ILV inició su trabajo en la cuarta década, pero es sólo en el sétimo decenio con la fundación de escuelas bilingües y el nuevo contexto legal, que los chayahuitas se nuclearon en comunidades nativas.

## Organización
Los chayahuitas, según Aldo Fuentes (1988), presentan una regla de descendencia bilateral. Esta característica, unida a una regla de residencia post-matrimonial (con los parientes de la esposa) lleva a una definición matrifocal del grupo residencial.
La terminología de parentesco de tipo hawaiano (reconocen distinciones por sexo y generación en tanto que está ausente la distinción entre parientes paralelos y cruzados). Según el autor citado existe la tendencia a que un grupo de hermanos tome por esposas a un grupo de hermanas.
Los chayahuitas han desarrollado formas de parentesco espiritual en dos modalidades. Una de ellas es la relación establecida entre el recién nacido y el adulto invitado a realizar el corte del cordón umbilical al momento del nacimiento. La otra modalidad consiste en la relación que se establece entre el niño y el adulto invitado a pintarle el rostro por primera vez.

## Demográfia
| TOTAL  | HOMBRES | MUJERES |
| ------ | ------- | ------- |
| 13 717 | 6 871   | 6 846   |

Índice de masculinidad : 100,4
Número de comunidades : 85

## Infraestructura de Servicios
Es un grupo indígena con un alto nivel de analfabetismo: 52% de la población de cinco años y más es analfabeta. Entre la población femenina el porcentaje de analfabetos llega a 63 por ciento.
Se registra igualmente un bajo nivel de instrucción: 43% de la población de cinco años y más sólo ha efectuado estudios primarios, en tanto que un porcentaje similar no posee ningún nivel educativo y no más de 1% posee estudios superiores (118 personas), de los cuales 76% no los concluyó.
El 68% del personal docente es mestizo, claramente predominante en las escuelas de educación inicial y primaria. En las escuelas secundarias, 75% del personal docente no es indígena. Existen apenas cinco colegios secundarios para un total de 85 comunidades existentes y casi la totalidad de comunidades (94%) cuentan con escuelas donde se imparte instrucción primaria.

## Ubicación
| Departamento | Provincia     | Distrito             |
| ------------ | ------------- | -------------------- |
| Loreto       | Alto Amazonas | Balsapuerto          |
| Loreto       | Alto Amazonas | Cahuapanas           |
| Loreto       | Alto Amazonas | Jéberos              |
| Loreto       | Alto Amazonas | Lagunas              |
| Loreto       | Alto Amazonas | Morona               |
| Loreto       | Alto Amazonas | Teniente César López |
| Loreto       | Alto Amazonas | Yurimaguas           |
| San Martín   | San Martín    | Papaplaya            |